# Hüde
Hüde is een gemeente in de Duitse deelstaat Nedersaksen. De gemeente maakt deel uit van de Samtgemeinde Altes Amt Lemförde in het Landkreis Diepholz. Hüde telt 1.208 inwoners.
Hüde, waaronder ook de kleinere dorpen Sandbrink en Burlage ressorteren,  is een toeristenplaats aan de zuidoever van het Dümmer Meer.  Er is o.a. een jachthaven en een camping, en er lopen wandel- en fietsroutes om het meer heen. Een beeldenroute verbindt Hüde met het noordelijker Lembruch. Een deel van de meeroevers in Hüde is een vogelreservaat.
Hüde ligt 2 km ten westen van de Bundesstraße 51.
Zie voor meer informatie onder Samtgemeinde Altes Amt Lemförde
- Gemeinsame Normdatei: 4214120-5